# Calosoma bastardi
Calosoma (Ctenosta) bastardi – gatunek chrząszcza z rodziny biegaczowatych, podrodziny Carabinae i plemienia Carabini.

## Taksonomia
Gatunek został opisany przez Charlesa A. Alluauda w 1925. W 1927 Stephan von Breuning umieścił ten gatunek wraz z Calosoma grandidieri w nowym podrodzaju Eucalosoma, wyróżnionym na podstawie m.in. chetotaksji. Obecnie jest jednak umieszczany w podrodzaju Ctenosta.

## Opis
Ciało długości od 25 do 30-33 mm długości i od 12,5 do 15 mm szerokości. Wierzch ciała metalicznie niebieski, czasem przechodzący w zieleń. Tylny krętarz z zaokrąglonym wyrostkiem. Pokrywy z podłużnymi, punktowanymi rzędami. Przedpiersie w całości bruzdkowane.

## Biologia
Gatunek zdolny do lotu. Aktywne osobniki obserwowane w grudniu, podczas ciepłej pory deszczowej.

## Występowanie
Gatunek ten jest endemitem Madagaskaru, gdzie występuje w południowej części wyspy.